# Mathilde Péan
 (septembre 2024).
Si vous disposez d'ouvrages ou d'articles de référence ou si vous connaissez des sites web de qualité traitant du thème abordé ici, merci de compléter l'article en donnant les références utiles à sa vérifiabilité et en les liant à la section « Notes et références ».
Pour les articles homonymes, voir Péan (homonymie).
Mathilde Péan de Ponfilly, également Roblot ou Castanet, née le 15 juillet 1952 dans le 15e arrondissement de Paris, est une scénariste et entrepreneuse française. Elle est également réalisatrice (Le Cimetière des poupées) et romancière (À tout rompre).  

## Filmographie
- 1978 : Vas-y maman
- 1981 : Rends-moi la clé
- 1983 : Le Cimetière des poupées
- 1986 : Trop tard Balthazar

## Roman
- À tout rompre, éd. Plon, 2003.